# Bernardino Fernández de Velasco y Mendoza
Bernardino Fernández de Velasco y Mendoza (Castella, s. XV-Burgos, febrer de 1512) va ser un noble castellà, duc de Frías i comte d'Haro.
Fill de Pedro Fernández de Velasco i Mencía de Mendoza. En agraïment al suport dels Fernández de Velasco durant la Guerra de Successió Castellana i la conquesta de Granada, els Reis Catòlics el van afavorir de forma notable amb títols i oficis. Entre ells, el ducat de Frías el 20 de març de 1492. Conscients del seu poder militar i econòmic dintre del regne, el 1497 el van nomenar capità general, amb plens poders civils i militars, de la frontera de Navarra, de la província de Guipúscoa i del comtat de Biscaia, durant la treva signada amb el rei de França l'any anterior per l'assumpte de Nàpols. També va participar en diverses batalles a Àfrica, a Mers-el-Kebir (1505), Vélez de la Gomera (1508), Orà (1509) i Trípoli (1510). A nivell intern dels seus dominis, va tenir problemes amb la senyoria d'Haro a causa de l'expulsió dels jueus el 1492, que va necessitar de forma immediata el repoblament per cobrir el buit.
Es va casar dues vegades. Primer amb Blanca de Herrera, amb la qual només va tenir una filla, casada amb el comte de Benavente. A la mort de la seva esposa, va aconseguir incorporar nombrosos dominis a la zona de Laredo, i les viles de Cigales, Torremormojón i Pedraza. En segones núpcies es va casar amb Juana de Aragón e Ibarra, filla il·legítima de Ferran II d'Aragó. Del segon matrimoni va sobreviure una filla, casada amb el seu cosí Pedro.